# Cyril Lemoine
Cyril Lemoine (* 3. März 1983 in Tours) ist ein ehemaliger französischer Radrennfahrer

## Sportliche Karriere
Cyril Lemoine fuhr im Jahr 2003 zunächst in der Nachwuchsmannschaft von Crédit Agricole und erhielt ab 2005 einen Vertrag beim ProTeam.
Nach der Auflösung von Crédit Agricole zum Ende der Saison 2008 wechselte Lemoine zum niederländischen Professional Continental Team Skil-Shimano, für das er Dritter der Gesamtwertung der Vier Tagen von Dünkirchen und Gesamtfünfter des Critérium du Dauphiné Libéré. Außerdem bestritt er 2009 seine erste Tour de France, bei der er einen dritten Etappenplatz belegte und 141. der Gesamtwertung wurde.
Anschließend fuhr Lemoine 2010 bis 2013 für Saur-Sojasun, für das er einige vordere Platzierungen in kleineren Rennen erzielte. Von 2014 bis 2020 fuhr er für Cofidis und fungierte dort lange Zeit als Helfer für Nacer Bouhanni. Von 2009 bis Tour de France 2017 startete er sechsmal bei der Tour de France, konnte sich aber nicht unter den besten Hundert platzieren. Bei der Tour de France 2014 trug er sechs Tage lang das Trikot des Führenden in der Bergwertung. Sein bester Rang bei einer Grand Tour war Platz 61 bei der Vuelta a España 2015.
Zur Saison 2021 wechselte Lemoine zum UCI ProTeam B&B Hotels p/b KTM, von dem er zu seiner ersten Tour de France seit vier Jahren mitgenommen wurde. Bei dieser stürzte er allerdings bereits auf der 1. Etappe schwer und musste daraufhin infolge vier gebrochener Rippen und eines mittelschweren Pneumothoraxes vorzeitig das Rennen aufgeben. Nachdem sein Team aufgrund finanzieller Schwierigkeiten keine Lizenz als ProTeam mehr erhalten hatte, beendete Lemoine zum Saisonende 2022 seine Karriere als Aktiver.

## Grand-Tour-Platzierungen
| Grand Tour            | 2006 | 2007 | 2008 | 2009 | 2010 | 2011 | 2012 | 2013 | 2014 | 2015 | 2016 | 2017 | 2018 | 2019 | 2020 | 2021 | 2022 |
| --------------------- | ---- | ---- | ---- | ---- | ---- | ---- | ---- | ---- | ---- | ---- | ---- | ---- | ---- | ---- | ---- | ---- | ---- |
| Giro d’ItaliaGiro     | –    | –    | –    | –    | –    | –    | –    | –    | –    | –    | –    | –    | –    | –    | –    | –    | –    |
| Tour de FranceTour    | –    | –    | –    | 141  | –    | –    | 136  | 112  | 110  | –    | 137  | 128  | –    | –    | –    | DNF  | 112  |
| Vuelta a EspañaVuelta | 134  | –    | 100  | –    | –    | –    | –    | –    | –    | 61   | –    | –    | –    | –    | –    | –    | –    |